# Placówka Straży Granicznej I linii „Egiertowo”
Placówka Straży Granicznej II linii „Egiertowo” – jednostka organizacyjna Straży Granicznej pełniąca służbę ochronną na granicy polsko-gdańskiej.

## Formowanie i zmiany organizacyjne
Rozporządzeniem Prezydenta Rzeczypospolitej Polskiej Ignacego Mościckiego z 22 marca 1928 roku, do ochrony północnej, zachodniej i południowej granicy państwa, a w szczególności do ich ochrony celnej, powoływano z dniem 2 kwietnia 1928 roku  Straż Graniczną. 
Rozkazem nr 1 z 29 kwietnia 1929 roku  w sprawie zmian organizacji Pomorskiego Inspektoratu Okręgowego komendant Straży Granicznej płk Jan Jur-Gorzechowski powołał do życia i ustalił organizację komisariatu „Kartuzy”. Placówka Straży Granicznej II linii „Egiertowo” znalazła się w jego składzie.
Rozkazem nr 3/31 zastępcy komendanta Straży Granicznej płk Emila Czaplińskiego z 5 sierpnia 1931 roku przeniesiono placówkę II linii Egiertowo do Kameli. Tym samym zniesiono posterunek SG w Kameli. Zniesiono też posterunek detaszowany „Szymbark”.
Rozkazem nr 3 z 29 listopada 1933 roku w sprawach organizacyjnych, komendant Straży Granicznej płk Jan Jur-Gorzechowski przemianował placówkę II linii „Kamela” na placówkę I linii.
Rozkazem nr 5 z 3 marca 1939 roku w sprawie zmian organizacyjnych [...], komendant Straży Granicznej gen. bryg. Walerian Czuma przemianował placówkę I linii „Kamela” na „Egiertowo”.

## Struktura organizacyjna
Organizacja w czerwcu 1929:
- posterunek informacyjny Straży Granicznej „Szpon”
- posterunek informacyjny Straży Granicznej „Kamela”

Organizacja w styczniu 1930:
- posterunek informacyjny Straży Granicznej „Szpon”
- posterunek informacyjny Straży Granicznej „Szymbark”
- posterunek informacyjny Straży Granicznej „Kamela”